# Údolí (Frýdlant)

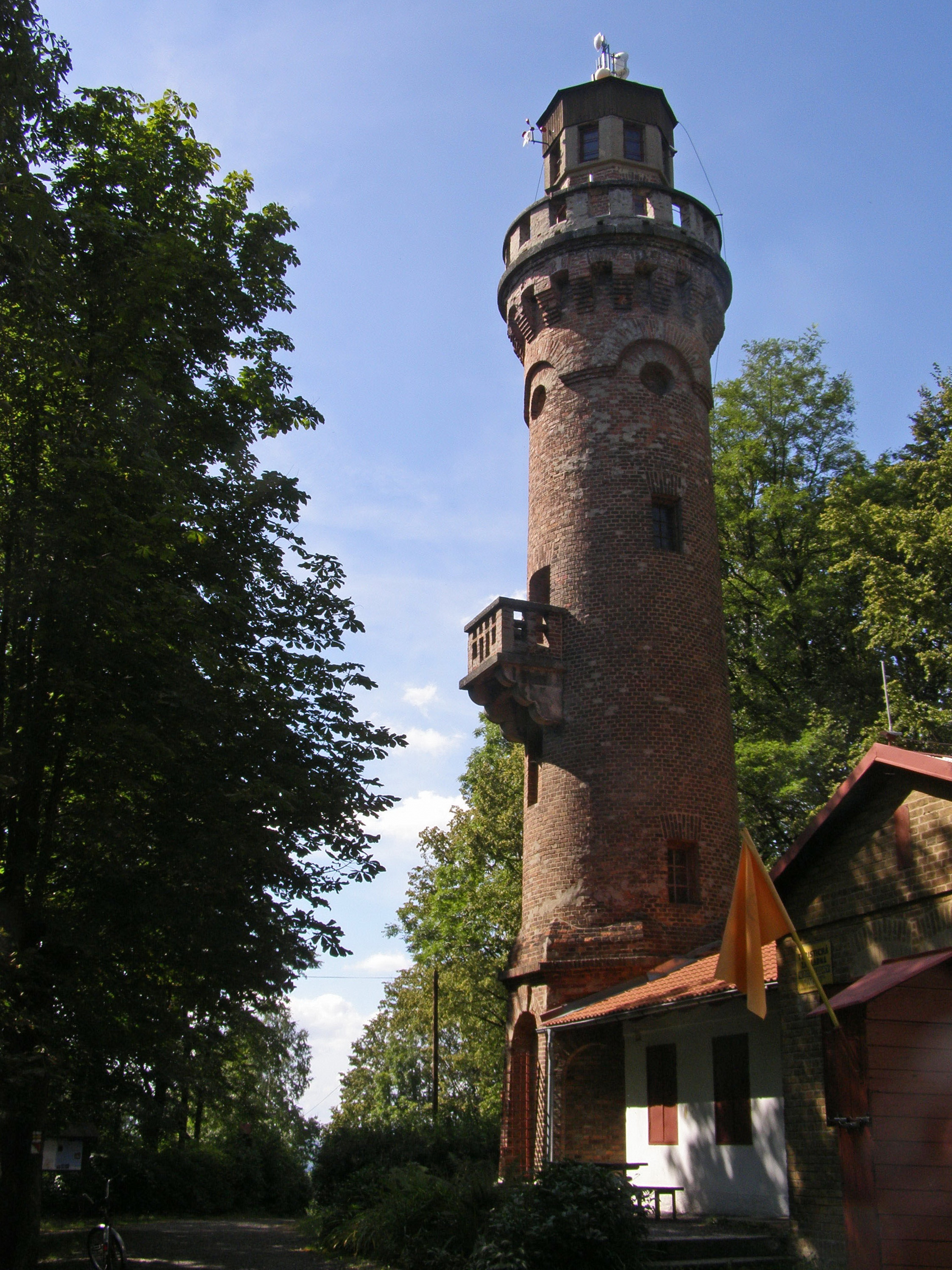
Aussichtsturm auf dem U Rozhledny

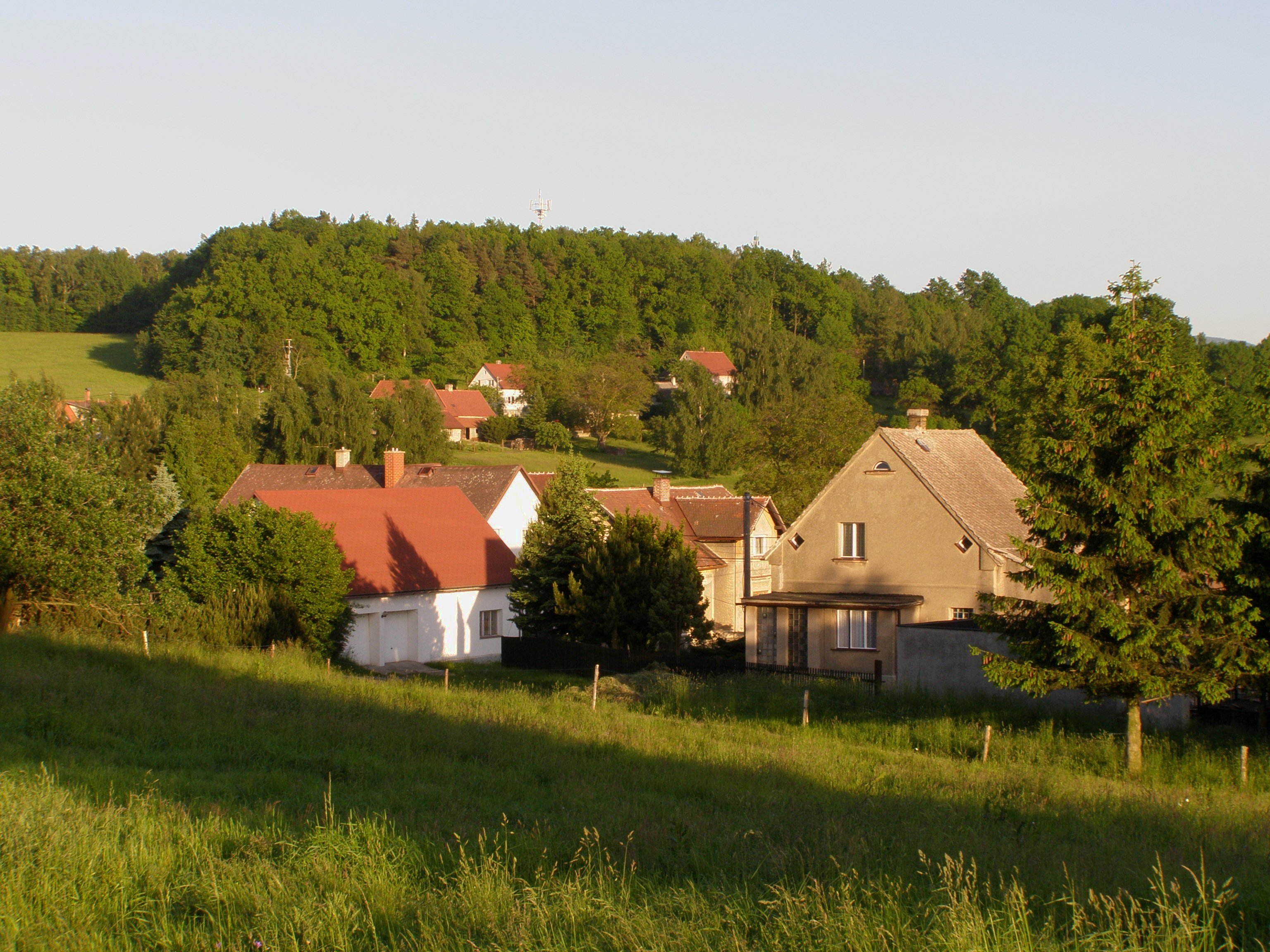
Údolí, im Hintergrund der U Rozhledny

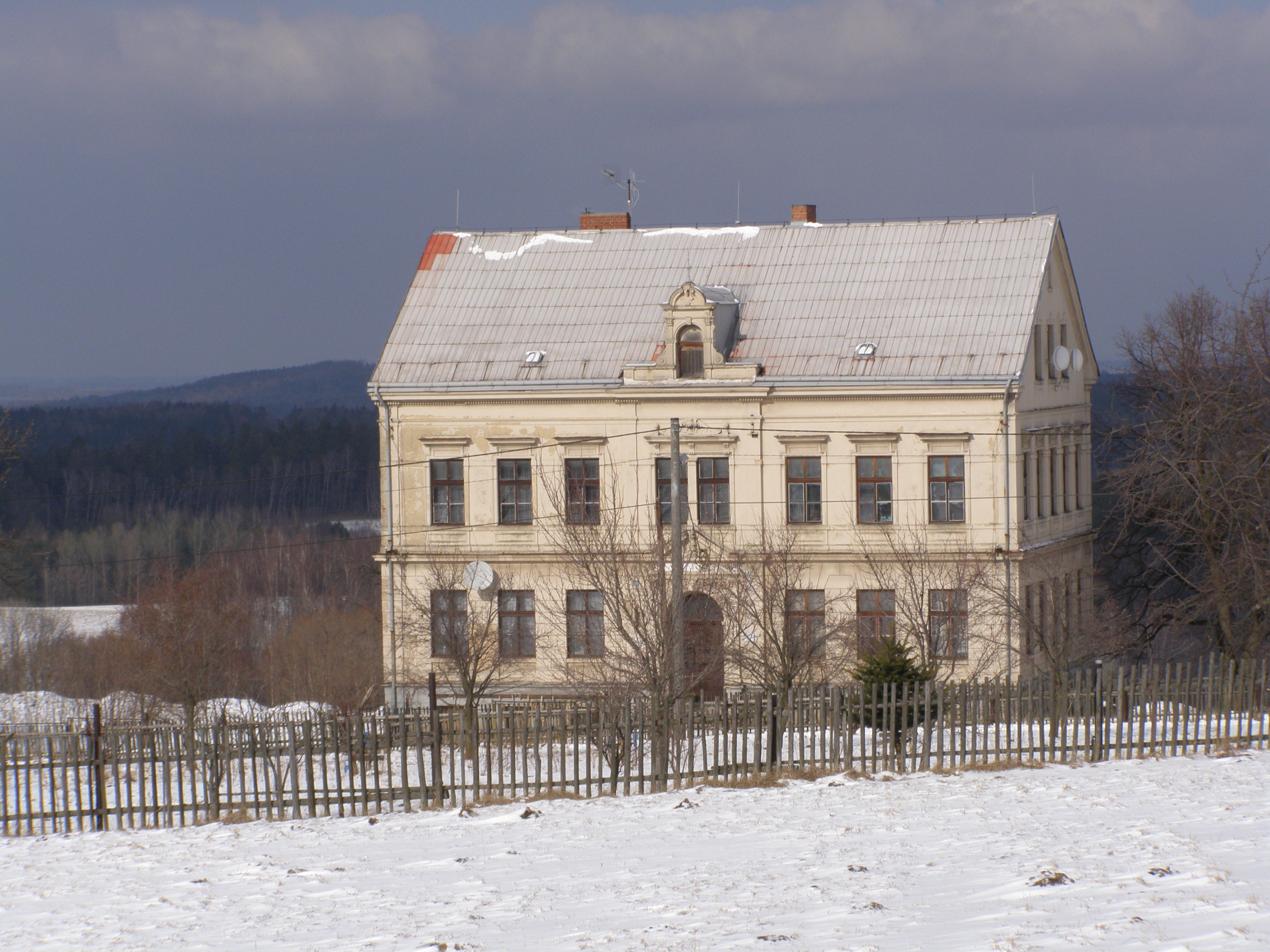
Ehemalige Schule

Údolí (deutsch Jäckelsthal) ist eine Grundsiedlungseinheit der Stadt Frýdlant in Tschechien. Sie liegt zwei Kilometer nördlich des Stadtzentrums von Frýdlant und gehört zum Okres Liberec.

## Geographie
Údolí liegt am nördlichen Fuße des Hügels U Rozhledny, auch Frýdlantský vrch bzw. Resselův kopec (Resselberg, 399 m) im Isergebirgsvorland (Frýdlantská pahorkatina). Im Osten erhebt sich der Mokrý vrch (Kratzersberg, 420 m) und im Nordwesten der Holubí vrch (Langefichtenberg, 358 m). In Údolí entspringt der Bach Bílý potok. Östlich des Ortes verläuft die Fernverkehrsstraße I/13 von Frýdlant nach Zawidów.
Nachbarorte sind Nové Pertoltice und Arnoltice im Norden, Bulovka und Horní Řasnice  im Nordosten, Na Lišce und Krásný Les im Osten, Luh im Südosten, Frýdlant im Süden, Kunratice im Südwesten, Harta, Pekelský Mlýn und Víska im Westen sowie Minkovice, Poustka und Předlánce im Nordwesten.

## Geschichte
Jäkelsthal wurde im Jahre 1784 als Vorstadt von Friedland gegründet und nach ihrem Gründer Michael Jäkel benannt. 
Der Sohn des Mildenauer Bauerngutsbesitzers Christoph Jäkel schloss am 30. April 1773 mit der Friedländer Bürgerschaft einen Vertrag, in dem er ohne Provision die Anlegung einer Vorstadt zusicherte. Am 10. Mai 1773 kaufte Jäkel den Gasthof Zum Roß in Friedland für 710 Gulden von Konstantin Tippolt und bewirtschaftete diesen zunächst selbst. Am 20. August 1774 verpachtete er das Rössel an Joseph Poltz. Michael Jäkel verkaufte die Immobilie schließlich am 12. Dezember 1775 für 750 Gulden an den Metzger Anton Pohl und erwarb am 18. Dezember 1775 für 2700 Gulden den Bauernhof von Josef Rößler von 60 ha Land.
Im Jahre 1784 entstand in der zu Jäkels Hof gehörigen Flur Hinterm Busche das erste Haus. Kurz danach ließ Jäkel dort weitere acht Häuser errichten und verkaufte sie an Neusiedler. Die neue Siedlung erhielt den Namen Jäkelsthal. Auf die gleiche Art und Weise ließ Jäkel wenig später die aus zwölf Häusern bestehenden Judengasse anlegen. Sukzessive entstand hinter dem Rösselberg eine Streusiedlung, der der Volksmund den Namen Nickelshäuser gab. Sie unterstand zwar dem Magistrat von Friedland, war aber von diesem wegen ihrer Abgeschiedenheit schwer kontrollierbar. So bemängelte der Friedländer Magistratsrat Oehlmann, dass das Auge des Gesetzes über die dortigen, der guten Sitten der gefügigen Stadtbürger noch entbehrenden Hinterwäldler nicht scharf oder bequem genug wachen könnte. In den Jahren 1831 bis 1833 wurde östlich von Jäkelsthal die Kaiserstraße von Friedland nach Seidenberg angelegt, entlang dieser Straße entstand die Ansiedlung Neu Schönwald. 
Im Jahre 1832 bestand Jäkelsthal, das auch Neu-Friedland genannt wurde, aus 54 Häusern. Unter dem Patronat der Allodialherrschaft Friedland bestand eine Schule. Jäkelsthal war die einzige der drei Vorstädte der Schutzstadt Friedland, die sich nicht unmittelbar an die Stadt anschloss. Pfarrort war Friedland.
Nach der Aufhebung der Patrimonialherrschaften bildete Jäkelsthal ab 1850 einen Stadtteil der Stadt Friedland im Bunzlauer Kreis und Gerichtsbezirk Friedland. Ab 1868 gehörte der Ort zum Bezirk Friedland. In der 1. Hälfte des 20. Jahrhunderts wandelte sich der Ortsname in Jäckelsthal, zugleich entstanden in den 1920er Jahren die tschechischen Bezeichnungen Jeklovo Údolí bzw. Jäcklovo Údolí. Nach dem Münchner Abkommen erfolgte 1938 die Angliederung an das Deutsche Reich; bis 1945 gehörte Jäckelsthal zum Landkreis Friedland. Nach dem Ende des Zweiten Weltkrieges kam Jäcklovo Údolí zur Tschechoslowakei zurück, in den Jahren 1946 und 1947 wurden die meisten deutschböhmischen Bewohner vertrieben. 
In den nachfolgenden Jahren wurde der Ortsname auf Údolí verkürzt. 1960 erfolgte die Auflösung des Okres Frýdlant, seitdem gehört Údolí zum Okres Liberec. 

## Ortsgliederung
Údolí gehört zum Ortsteil und Katastralbezirk Frýdlant. 

## Sehenswürdigkeiten
- Aussichtsturm Frýdlantská výšina auf dem U Rozhledny, der 21 m hohe Ziegelbau wurde zwischen 1906 und 1907 errichtet. Nach dem Baumeister Anton Dreßler, der ein Zehntel der Baukosten übernahm, wurde er als Dreßlerhöhe bezeichnet.

## Söhne und Töchter des Ortes
- Franz Mohaupt (1854–1916), böhmischer Komponist, Pädagoge und Autor